# Janthinisca postlutea
Janthinisca postlutea är en fjärilsart som beskrevs av Sergius G. Kiriakoff 1959. Janthinisca postlutea ingår i släktet Janthinisca och familjen tandspinnare. Inga underarter finns listade i Catalogue of Life.